# TMEM219
TMEM219 (англ. Transmembrane protein 219) – білок, який кодується однойменним геном, розташованим у людей на короткому плечі 16-ї хромосоми. Довжина поліпептидного ланцюга білка становить 240 амінокислот, а молекулярна маса — 25 724.
| 10         |  | 20         |  | 30         |  | 40         |  | 50         |
| ---------- |  | ---------- |  | ---------- |  | ---------- |  | ---------- |
| MGNCQAGHNL |  | HLCLAHHPPL |  | VCATLILLLL |  | GLSGLGLGSF |  | LLTHRTGLRS |
| PDIPQDWVSF |  | LRSFGQLTLC |  | PRNGTVTGKW |  | RGSHVVGLLT |  | TLNFGDGPDR |
| NKTRTFQATV |  | LGSQMGLKGS |  | SAGQLVLITA |  | RVTTERTAGT |  | CLYFSAVPGI |
| LPSSQPPISC |  | SEEGAGNATL |  | SPRMGEECVS |  | VWSHEGLVLT |  | KLLTSEELAL |
| CGSRLLVLGS |  | FLLLFCGLLC |  | CVTAMCFHPR |  | RESHWSRTRL |  |            |

A: Аланін

C: Цистеїн

D: Аспарагінова кислота

E: Глутамінова кислота

F: Фенілаланін

G: Гліцин

H: Гістидин

I: Ізолейцин

K: Лізин

L: Лейцин

M: Метіонін

N: Аспарагін

P: Пролін

Q: Глутамін

R: Аргінін

S: Серин

T: Треонін

V: Валін

W: Триптофан

Кодований геном білок за функцією належить до рецепторів. 
Задіяний у такому біологічному процесі, як апоптоз. 
Локалізований у клітинній мембрані, мембрані.